# Usinas Hidrelétricas do Rio Paatsjoki
As usinas hidrelétricas do rio Paatsjoki são uma série de instalações hidrelétricas no rio Paatsjoki . 

## Descrição
O Rio Paatsjoki flui do Lago Inari na Finlândia e, na maior parte de sua duração, marca a fronteira entre a Rússia e a Noruega . No rio existem várias usinas hidrelétricas norueguesas e russas. A operação das estações é regida por vários acordos internacionais (Acordo entre a União Soviética e a Noruega em 18 de dezembro de 1957 sobre o uso de instalações hidrelétricas no rio Paatsjoki, Acordo de 29.04.59 sobre a regulamentação do controle do Lago Inari sobre instalações hidrelétricas e a barragem Kaitakoski entre a União Soviética, Finlândia e Noruega . ) Cerca de 85% da eletricidade produzida pela série de usinas hidrelétricas russas é exportada para o exterior. O sistema hidrelétrico opera automaticamente. 
As instalações hidrelétricas russas pertencem à Territorial Generating Company № 1, com sede em São Petersburgo, Rússia. 
As estações hidrelétricas Kaitakoski (Rússia), Jäniskoski (Rússia), Rajakoski (Rússia), Hevoskoski (Rússia), Skogfoss (Noruega), Melkefoss (Noruega), Borisoglebskaya (Rússia) formam a série de instalações hidrelétricas no rio. 
No total, todas as hidrelétricas têm potência de 275,9   Megawatts e produzir 1475   GWh por ano.
A lista está em ordem rio abaixo, do Lago Inari ao Mar de Barents . 

## Hidrelétrica Kaitakoski
A estação hidrelétrica Kaitakoski ( em russo:  Кайтакоски ГЭС (ГЭС-4)    ) Na Rússia, no rio Paatsjoki ( 68° 56′ 19″ N, 28° 36′ 02″ L ) começou a funcionar em 1959. A estação de energia pertence e é operada pela empresa de energia TGC-1 . Nas três estações superiores, o rio está inteiramente na Rússia. 

## Estação hidrelétrica Jäniskoski
A estação hidrelétrica de Jäniskoski ( em russo:  Янискоски ГЭС (ГЭС-5)    ) ( 68° 58′ 18″ N, 28° 46′ 49″ L ) foi construído 1938-1942, nessa altura no território finlandês. Como a Finlândia cedeu território à URSS após a Guerra de Continuação, a usina está agora em território russo. A usina foi criada para fornecer energia elétrica para a mineração de níquel em Petsamo . A usina foi destruída durante a Segunda Guerra Mundial em 1944. Após a guerra, a usina foi reconstruída pela empresa finlandesa Imatran Voima (hoje Fortum ) em um contrato com a URSS, e voltou a operar em 1950. A estação de energia pertence e é operada pela empresa de energia TGC-1. 

## Hidrelétrica Rajakoski
Iniciando operação em 25 de maio de 1956, a estação hidrelétrica de Rajakoski ( em russo:  Раякоски ГЭС (ГЭС-6)    ) É uma estação hidroeléctrica russo no rio Paatsjoki ( 69° 01′ 22″ N, 29° 00′ 20″ L ). A estação foi construída pela empresa finlandesa Imatran Voima em um contrato com a URSS. A estação de energia pertence e é operada pela empresa de energia TGC-1. Ele está localizado a cerca de 500 metros (1 600 pé)   da fronteira com a Noruega e 4 quilômetros (2,5 mi)   do triponto de fronteira em Muotkavaara . 

## Hidrelétrica de Hevoskoski
A estação hidrelétrica de Hevoskoski ( em russo:  Хевоскоски ГЭС (ГЭС-7)    , em norueguês:  Hestefoss kraftverk    ) No rio Paatsjoki ( 69° 07′ 03″ N, 29° 14′ 31″ L ), foi construído entre 1956 e 1970. A fronteira vai no rio aqui, mas a usina hidrelétrica está localizada em território russo. A estação de energia pertence e é operada pela empresa de energia TGC-1. 

## Estação hidrelétrica Skogfoss
A estação hidrelétrica Skogfoss no rio Paatsjoki é uma estação hidrelétrica norueguesa construída em 1964. A fronteira é no rio, mas a estação está no lado da Noruega ( 69° 22′ 22″ N, 29° 41′ 38″ L ). 

## Estação hidrelétrica Melkefoss
A estação hidrelétrica Melkefoss, construída em 1978, é uma estação hidrelétrica norueguesa no rio Paatsjoki. A fronteira é no rio, mas a estação está no lado da Noruega ( 69° 23′ 57″ N, 29° 47′ 13″ L ). 

## Estação hidrelétrica Borisoglebsky
Construída entre 1960 e 1964, a estação hidrelétrica Borisoglebsky ( em russo:  Борисоглебская ГЭС (ГЭС-8)    ) No rio Paatsjoki é uma estação hidroeléctrica russo ( 69° 38′ 37″ N, 30° 08′ 15″ L ) construído sob um sistema de derivação de água. A estação de energia pertence e é operada pela empresa de energia TGC-1. A fronteira fica no rio, mas a estação fica do lado russo. Nomeado após a localidade Borisoglebsky, Oblast de Murmansk . 